# Tepache (gastronomia)
Il tepache è una bevanda messicana leggermente alcolica a base di ananas.

## Storia
Il tepache risale al Messico precolombiano, epoca in cui la bevanda era popolare tra i Nahua dell'America centrale ed era considerato sacro dai Maya, che lo utilizzavano durante i rituali religiosi. Sebbene il tepache fosse originariamente a base di mais (In lingua nahuatl, la parola tepiātl indica infatti una bevanda a base di mais) quello contemporaneo viene preparato facendo fermentare la buccia dell'ananas. Oggi il tepache è una bevanda molto famosa in Messico, viene venduta da molti venditori ambulanti e, grazie alla facilità e rapidità con cui viene fermentata, viene anche fabbricata in casa.

## Descrizione
La bevanda viene ottenuta facendo fermentare per alcuni giorni la buccia degli ananas. Successivamente, il tepache viene addolcito con piloncillo o zucchero di canna, condito con cannella in polvere e servito freddo. Sebbene il tepache venga lasciato fermentare per diversi giorni, la bevanda ha un tasso alcolico molto basso (3%). Il tepache ha un alto contenuto di vitamina B e C e ha una significativa percentuale di bromelina, un enzima antitumorale.

## Varianti
Fra le varianti del tipico tepache vi sono quello analcolico e quelli ai gusti di mela, guayava, cactus e arancia. Altra variante popolare e i cosiddetti tepache de tibicos, ottenuti facendo fermentare colture simbiotiche di tibicos.